# 김대건(안드레아)신부 순교비
김대건(안드레아)신부 순교비는 전북특별자치도 익산시 망성면 화산리, 나바위성당에 있는 비석이다. 2017년 12월 29일 익산시의 향토유적 제16호로 지정되었다.

## 지정 사유
김대건 안드레아 신부 순교비는 익산 나바위 성지 내 화산 정상부에 위치해 있으며 나바위에 김대건신부가 상륙한지 110년, 본당 건축 50주년을 기념하고자 건립됐다.
순교비는 김대건 신부가 중국에서 사제서품을 받고 첫발을 디딘 곳임을 알리기 위해 신부 일행이 타고 왔던 라파엘로호를 연상해 같은 크기(길이 4.5m,, 넓이 2.7m,, 깊이 2.1m)로 제작됐다.

## 같이 보기
- 김대건
- 익산 나바위성당 - 사적 제318호